# Monte Kaçkar
Il monte Kaçkar (in turco Kaçkar Dağı) è una montagna della Turchia nord-orientale. Raggiunge un'altitudine di 3.937 m s.l.m. ed è la vetta più alta dei monti Kaçkar.